# Eleições presidenciais portuguesas de 2021 no distrito de Leiria
| Eleições presidenciais portuguesas de 2021 Distritos: Aveiro \| Beja \| Braga \| Bragança \| Castelo Branco \| Coimbra \| Évora \| Faro \| Guarda \| Leiria \| Lisboa \| Portalegre \| Porto \| Santarém \| Setúbal \| Viana do Castelo \| Vila Real \| Viseu \| Açores \| Madeira \| Estrangeiro |

## Resultados por Concelho
Os resultados nos concelhos do Distrito de Leiria foram os seguintes:

### Alcobaça
| Candidato               | Candidato               | Votos  | %               |
| ----------------------- | ----------------------- | ------ | --------------- |
|                         | Marcelo Rebelo de Sousa | 13 998 | 62,98 / 100,00  |
|                         | André Ventura           | 3 205  | 14,42 / 100,00  |
|                         | Ana Gomes               | 2 212  | 9,95 / 100,00   |
|                         | Marisa Matias           | 848    | 3,82 / 100,00   |
|                         | Vitorino Silva          | 705    | 3,17 / 100,00   |
|                         | João Ferreira           | 631    | 2,84 / 100,00   |
|                         | Tiago Mayan Gonçalves   | 628    | 2,83 / 100,00   |
| Votos Inválidos         | Votos Inválidos         | 491    | 2,16 / 100,00   |
| Total                   | Total                   | 22 718 | 100,00 / 100,00 |
| Eleitorado/Participação | Eleitorado/Participação | 48 556 | 46,79 / 100,00  |

| Freguesia              | %     | %     | %     | %    | %    | %    | %    | Votantes |
| Freguesia              | MRS   | AV    | AG    | MM   | VS   | JF   | TMG  | Votantes |
| ---------------------- | ----- | ----- | ----- | ---- | ---- | ---- | ---- | -------- |
| Freguesia              |       |       |       |      |      |      |      | Votantes |
| Alcobaça e Vestiaria   | 57,97 | 14,07 | 14,18 | 3,24 | 2,03 | 4,42 | 4,09 | 2 791    |
| Alfeizerão             | 66,67 | 14,34 | 8,71  | 4,06 | 3,07 | 1,24 | 1,91 | 1 233    |
| Aljubarrota            | 63,47 | 15,16 | 9,67  | 3,45 | 3,15 | 2,81 | 2,29 | 2 379    |
| Bárrio                 | 68,11 | 10,85 | 10,52 | 3,67 | 1,67 | 3,51 | 1,67 | 611      |
| Benedita               | 58,19 | 18,35 | 9,67  | 3,75 | 3,31 | 2,33 | 4,41 | 3 734    |
| Cela                   | 66,37 | 12,34 | 8,86  | 3,94 | 3,31 | 3,31 | 1,88 | 1 141    |
| Cós, Alpedriz e Montes | 68,27 | 9,38  | 8,01  | 5,85 | 3,85 | 2,88 | 1,76 | 1 267    |
| Évora de Alcobaça      | 67,21 | 13,59 | 8,46  | 3,07 | 3,01 | 2,17 | 2,49 | 1 927    |
| Maiorga                | 61,82 | 11,13 | 14,03 | 3,79 | 3,54 | 4,68 | 1,01 | 809      |
| Pataias e Martingança  | 64,75 | 10,42 | 11,02 | 4,17 | 3,82 | 3,82 | 2,00 | 2 848    |
| São Martinho do Porto  | 62,96 | 11,81 | 10,88 | 5,52 | 2,55 | 2,63 | 3,65 | 1 204    |
| Turquel                | 61,79 | 18,94 | 7,39  | 3,32 | 4,17 | 1,37 | 3,01 | 1 941    |
| Vimeiro                | 65,69 | 21,32 | 4,29  | 2,70 | 2,82 | 1,23 | 1,96 | 833      |
| Alcobaça               | 62,98 | 14,42 | 9,95  | 3,82 | 3,17 | 2,84 | 2,83 | 22 718   |

### Alvaiázere
| Candidato               | Candidato               | Votos | %               |
| ----------------------- | ----------------------- | ----- | --------------- |
|                         | Marcelo Rebelo de Sousa | 1 523 | 68,98 / 100,00  |
|                         | André Ventura           | 354   | 16,03 / 100,00  |
|                         | Ana Gomes               | 126   | 5,71 / 100,00   |
|                         | Marisa Matias           | 84    | 3,80 / 100,00   |
|                         | Vitorino Silva          | 66    | 2,99 / 100,00   |
|                         | Tiago Mayan Gonçalves   | 29    | 1,31 / 100,00   |
|                         | João Ferreira           | 26    | 1,18 / 100,00   |
| Votos Inválidos         | Votos Inválidos         | 45    | 2,00 / 100,00   |
| Total                   | Total                   | 2 253 | 100,00 / 100,00 |
| Eleitorado/Participação | Eleitorado/Participação | 5 993 | 37,59 / 100,00  |

| Freguesia           | %     | %     | %    | %    | %    | %    | %    | Votantes |
| Freguesia           | MRS   | AV    | AG   | MM   | VS   | TMG  | JF   | Votantes |
| ------------------- | ----- | ----- | ---- | ---- | ---- | ---- | ---- | -------- |
| Freguesia           |       |       |      |      |      |      |      | Votantes |
| Almoster            | 72,99 | 14,69 | 3,32 | 5,21 | 2,84 | 0,47 | 0,47 | 215      |
| Alvaiázere          | 62,54 | 18,81 | 7,10 | 4,46 | 3,14 | 2,31 | 1,65 | 618      |
| Maçãs de Dona Maria | 76,21 | 10,34 | 4,83 | 3,45 | 3,28 | 0,86 | 1,03 | 592      |
| Pelmá               | 70,42 | 21,25 | 3,75 | 1,25 | 1,67 | 0,83 | 0,83 | 242      |
| Pussos São Pedro    | 66,37 | 17,16 | 6,83 | 4,03 | 3,15 | 1,23 | 1,23 | 586      |
| Alvaiázere          | 68,98 | 16,03 | 5,71 | 3,80 | 2,99 | 1,31 | 1,18 | 2 253    |

### Ansião
| Candidato               | Candidato               | Votos  | %               |
| ----------------------- | ----------------------- | ------ | --------------- |
|                         | Marcelo Rebelo de Sousa | 3 085  | 67,59 / 100,00  |
|                         | André Ventura           | 596    | 13,06 / 100,00  |
|                         | Ana Gomes               | 420    | 9,20 / 100,00   |
|                         | Marisa Matias           | 160    | 3,51 / 100,00   |
|                         | Vitorino Silva          | 137    | 3,00 / 100,00   |
|                         | Tiago Mayan Gonçalves   | 85     | 1,86 / 100,00   |
|                         | João Ferreira           | 81     | 1,77 / 100,00   |
| Votos Inválidos         | Votos Inválidos         | 91     | 1,96 / 100,00   |
| Total                   | Total                   | 4 655  | 100,00 / 100,00 |
| Eleitorado/Participação | Eleitorado/Participação | 11 172 | 41,67 / 100,00  |

| Freguesia          | %     | %     | %     | %    | %    | %    | %    | Votantes |
| Freguesia          | MRS   | AV    | AG    | MM   | VS   | TMG  | JF   | Votantes |
| ------------------ | ----- | ----- | ----- | ---- | ---- | ---- | ---- | -------- |
| Freguesia          |       |       |       |      |      |      |      | Votantes |
| Alvorge            | 71,24 | 9,95  | 8,33  | 3,23 | 3,76 | 2,69 | 0,81 | 374      |
| Ansião             | 64,95 | 11,50 | 10,65 | 4,58 | 4,02 | 1,48 | 2,82 | 1 453    |
| Avelar             | 65,07 | 13,52 | 11,13 | 4,37 | 2,11 | 1,83 | 1,97 | 719      |
| Chão de Couce      | 68,64 | 15,00 | 9,55  | 2,12 | 1,82 | 1,52 | 1,36 | 681      |
| Pousaflores        | 71,67 | 11,61 | 6,80  | 3,68 | 2,83 | 2,27 | 1,13 | 365      |
| Santiago da Guarda | 69,55 | 15,22 | 6,85  | 2,38 | 2,76 | 2,19 | 1,05 | 1 063    |
| Ansião             | 67,59 | 13,06 | 9,20  | 3,51 | 3,00 | 1,86 | 1,77 | 4 655    |

### Batalha
| Candidato               | Candidato               | Votos  | %               |
| ----------------------- | ----------------------- | ------ | --------------- |
|                         | Marcelo Rebelo de Sousa | 4 499  | 66,01 / 100,00  |
|                         | André Ventura           | 962    | 14,11 / 100,00  |
|                         | Ana Gomes               | 561    | 8,23 / 100,00   |
|                         | Tiago Mayan Gonçalves   | 262    | 3,84 / 100,00   |
|                         | Marisa Matias           | 223    | 3,27 / 100,00   |
|                         | Vitorino Silva          | 220    | 3,23 / 100,00   |
|                         | João Ferreira           | 89     | 1,31 / 100,00   |
| Votos Inválidos         | Votos Inválidos         | 199    | 2,84 / 100,00   |
| Total                   | Total                   | 7 015  | 100,00 / 100,00 |
| Eleitorado/Participação | Eleitorado/Participação | 13 996 | 50,12 / 100,00  |

| Freguesia         | %     | %     | %     | %    | %    | %    | %    | Votantes |
| Freguesia         | MRS   | AV    | AG    | TMG  | MM   | VS   | JF   | Votantes |
| ----------------- | ----- | ----- | ----- | ---- | ---- | ---- | ---- | -------- |
| Freguesia         |       |       |       |      |      |      |      | Votantes |
| Batalha           | 61,62 | 14,29 | 10,26 | 4,84 | 3,87 | 3,39 | 1,72 | 3 702    |
| Golpilheira       | 72,81 | 10,93 | 6,83  | 2,60 | 3,96 | 2,32 | 0,55 | 744      |
| Reguengo do Fetal | 66,70 | 13,39 | 9,11  | 3,26 | 2,92 | 3,15 | 1,46 | 920      |
| São Mamede        | 72,36 | 15,57 | 3,81  | 2,50 | 1,81 | 3,31 | 0,63 | 1 649    |
| Batalha           | 66,01 | 14,11 | 8,23  | 3,84 | 3,27 | 3,23 | 1,31 | 7 015    |

### Bombarral
| Candidato               | Candidato               | Votos  | %               |
| ----------------------- | ----------------------- | ------ | --------------- |
|                         | Marcelo Rebelo de Sousa | 3 274  | 63,98 / 100,00  |
|                         | André Ventura           | 657    | 12,84 / 100,00  |
|                         | Ana Gomes               | 550    | 10,75 / 100,00  |
|                         | João Ferreira           | 226    | 4,42 / 100,00   |
|                         | Marisa Matias           | 189    | 3,69 / 100,00   |
|                         | Vitorino Silva          | 124    | 2,42 / 100,00   |
|                         | Tiago Mayan Gonçalves   | 97     | 1,90 / 100,00   |
| Votos Inválidos         | Votos Inválidos         | 102    | 1,95 / 100,00   |
| Total                   | Total                   | 5 219  | 100,00 / 100,00 |
| Eleitorado/Participação | Eleitorado/Participação | 11 135 | 46,87 / 100,00  |

| Freguesia             | %     | %     | %     | %    | %    | %    | %    | Votantes |
| Freguesia             | MRS   | AV    | AG    | JF   | MM   | VS   | TMG  | Votantes |
| --------------------- | ----- | ----- | ----- | ---- | ---- | ---- | ---- | -------- |
| Freguesia             |       |       |       |      |      |      |      | Votantes |
| Bombarral e Vale Covo | 62,79 | 11,60 | 12,62 | 4,29 | 4,66 | 2,06 | 1,98 | 2 778    |
| Carvalhal             | 67,41 | 12,19 | 9,57  | 3,38 | 2,42 | 3,09 | 1,93 | 1 056    |
| Pó                    | 73,31 | 12,90 | 4,69  | 2,64 | 1,76 | 2,93 | 1,76 | 350      |
| Roliça                | 60,57 | 16,81 | 8,95  | 6,39 | 3,05 | 2,56 | 1,67 | 1 035    |
| Bombarral             | 63,98 | 12,84 | 10,75 | 4,42 | 3,69 | 2,42 | 1,90 | 5 219    |

### Caldas da Rainha
| Candidato               | Candidato               | Votos  | %               |
| ----------------------- | ----------------------- | ------ | --------------- |
|                         | Marcelo Rebelo de Sousa | 11 925 | 61,97 / 100,00  |
|                         | Ana Gomes               | 2 375  | 12,34 / 100,00  |
|                         | André Ventura           | 2 272  | 11,81 / 100,00  |
|                         | Marisa Matias           | 910    | 4,73 / 100,00   |
|                         | João Ferreira           | 635    | 3,30 / 100,00   |
|                         | Tiago Mayan Gonçalves   | 574    | 2,98 / 100,00   |
|                         | Vitorino Silva          | 552    | 2,87 / 100,00   |
| Votos Inválidos         | Votos Inválidos         | 398    | 2,03 / 100,00   |
| Total                   | Total                   | 19 641 | 100,00 / 100,00 |
| Eleitorado/Participação | Eleitorado/Participação | 45 184 | 43,47 / 100,00  |

| Freguesia                                        | %     | %     | %     | %    | %    | %    | %    | Votantes |
| Freguesia                                        | MRS   | AG    | AV    | MM   | JF   | TMG  | VS   | Votantes |
| ------------------------------------------------ | ----- | ----- | ----- | ---- | ---- | ---- | ---- | -------- |
| Freguesia                                        |       |       |       |      |      |      |      | Votantes |
| A dos Francos                                    | 71,93 | 7,64  | 11,30 | 1,83 | 2,33 | 1,33 | 3,65 | 614      |
| Alvorninha                                       | 71,41 | 7,27  | 9,84  | 2,77 | 2,25 | 2,36 | 4,10 | 995      |
| Caldas da Rainha - Santo Onofre e Serra do Bouro | 58,32 | 14,02 | 11,45 | 6,23 | 4,41 | 2,81 | 2,76 | 4 208    |
| Carvalhal Benfeito                               | 70,34 | 5,84  | 14,61 | 3,15 | 0,90 | 1,35 | 3,82 | 459      |
| Foz do Arelho                                    | 61,26 | 12,12 | 11,09 | 4,95 | 3,24 | 4,44 | 2,90 | 598      |
| Landal                                           | 71,96 | 6,70  | 13,65 | 2,98 | 1,49 | 0,99 | 2,23 | 415      |
| Nadadouro                                        | 60,82 | 11,37 | 13,91 | 4,59 | 2,66 | 3,51 | 3,14 | 845      |
| Nossa Senhora do Pópulo, Coto e São Gregório     | 58,22 | 14,86 | 11,98 | 5,08 | 3,71 | 3,75 | 2,40 | 7 121    |
| Salir de Matos                                   | 64,97 | 9,77  | 13,06 | 3,82 | 2,55 | 2,02 | 3,82 | 961      |
| Santa Catarina                                   | 68,20 | 7,03  | 13,44 | 3,13 | 1,80 | 2,66 | 3,75 | 1 310    |
| Tornada e Salir do Porto                         | 65,25 | 12,67 | 9,60  | 4,74 | 3,00 | 2,10 | 2,64 | 1 701    |
| Vidais                                           | 70,44 | 7,64  | 10,84 | 2,96 | 2,46 | 2,96 | 2,71 | 414      |
| Caldas da Rainha                                 | 61,97 | 12,34 | 11,81 | 4,73 | 3,30 | 2,98 | 2,87 | 19 641   |

### Castanheira de Pêra
| Candidato               | Candidato               | Votos | %               |
| ----------------------- | ----------------------- | ----- | --------------- |
|                         | Marcelo Rebelo de Sousa | 746   | 73,64 / 100,00  |
|                         | Ana Gomes               | 86    | 8,49 / 100,00   |
|                         | André Ventura           | 80    | 7,90 / 100,00   |
|                         | Marisa Matias           | 39    | 3,85 / 100,00   |
|                         | Vitorino Silva          | 26    | 2,57 / 100,00   |
|                         | João Ferreira           | 19    | 1,88 / 100,00   |
|                         | Tiago Mayan Gonçalves   | 17    | 1,68 / 100,00   |
| Votos Inválidos         | Votos Inválidos         | 24    | 2,31 / 100,00   |
| Total                   | Total                   | 1 037 | 100,00 / 100,00 |
| Eleitorado/Participação | Eleitorado/Participação | 2 558 | 40,54 / 100,00  |

| Freguesia                      | %     | %    | %    | %    | %    | %    | %    | Votantes |
| Freguesia                      | MRS   | AG   | AV   | MM   | VS   | JF   | TMG  | Votantes |
| ------------------------------ | ----- | ---- | ---- | ---- | ---- | ---- | ---- | -------- |
| Freguesia                      |       |      |      |      |      |      |      | Votantes |
| Castanheira de Pera e Coentral | 73,64 | 8,49 | 7,90 | 3,85 | 2,57 | 1,88 | 1,68 | 1 037    |
| Castanheira de Pera            | 73,64 | 8,49 | 7,90 | 3,85 | 2,57 | 1,88 | 1,68 | 1 037    |

### Figueiró dos Vinhos
| Candidato               | Candidato               | Votos | %               |
| ----------------------- | ----------------------- | ----- | --------------- |
|                         | Marcelo Rebelo de Sousa | 1 513 | 73,84 / 100,00  |
|                         | André Ventura           | 223   | 10,88 / 100,00  |
|                         | Ana Gomes               | 159   | 7,76 / 100,00   |
|                         | Vitorino Silva          | 53    | 2,59 / 100,00   |
|                         | Marisa Matias           | 49    | 2,39 / 100,00   |
|                         | Tiago Mayan Gonçalves   | 31    | 1,51 / 100,00   |
|                         | João Ferreira           | 21    | 1,02 / 100,00   |
| Votos Inválidos         | Votos Inválidos         | 42    | 2,01 / 100,00   |
| Total                   | Total                   | 2 091 | 100,00 / 100,00 |
| Eleitorado/Participação | Eleitorado/Participação | 5 329 | 39,24 / 100,00  |

| Freguesia                       | %     | %     | %    | %    | %    | %    | %    | Votantes |
| Freguesia                       | MRS   | AV    | AG   | VS   | MM   | TMG  | JF   | Votantes |
| ------------------------------- | ----- | ----- | ---- | ---- | ---- | ---- | ---- | -------- |
| Freguesia                       |       |       |      |      |      |      |      | Votantes |
| Aguda                           | 76,25 | 10,29 | 3,96 | 2,11 | 4,49 | 1,06 | 1,85 | 389      |
| Arega                           | 77,09 | 13,82 | 2,55 | 2,55 | 1,82 | 2,18 | 0    | 278      |
| Campelo                         | 68,66 | 13,43 | 8,96 | 2,99 | 4,48 | 0    | 1,49 | 67       |
| Figueiró dos Vinhos e Bairradas | 72,74 | 10,32 | 9,86 | 2,71 | 1,81 | 1,58 | 0,98 | 1 357    |
| Figueiró dos Vinhos             | 73,84 | 10,88 | 7,76 | 2,59 | 2,39 | 1,51 | 1,02 | 2 091    |

### Leiria
| Candidato               | Candidato               | Votos   | %               |
| ----------------------- | ----------------------- | ------- | --------------- |
|                         | Marcelo Rebelo de Sousa | 35 494  | 65,48 / 100,00  |
|                         | André Ventura           | 6 434   | 11,87 / 100,00  |
|                         | Ana Gomes               | 5 684   | 10,49 / 100,00  |
|                         | Marisa Matias           | 2 024   | 3,73 / 100,00   |
|                         | Tiago Mayan Gonçalves   | 1 866   | 3,44 / 100,00   |
|                         | Vitorino Silva          | 1 582   | 2,92 / 100,00   |
|                         | João Ferreira           | 1 122   | 2,07 / 100,00   |
| Votos Inválidos         | Votos Inválidos         | 1 345   | 2,42 / 100,00   |
| Total                   | Total                   | 55 551  | 100,00 / 100,00 |
| Eleitorado/Participação | Eleitorado/Participação | 113 112 | 49,11 / 100,00  |

| Freguesia                         | %     | %     | %     | %    | %    | %    | %    | Votantes |
| Freguesia                         | MRS   | AV    | AG    | MM   | TMG  | VS   | JF   | Votantes |
| --------------------------------- | ----- | ----- | ----- | ---- | ---- | ---- | ---- | -------- |
| Freguesia                         |       |       |       |      |      |      |      | Votantes |
| Amor                              | 69,16 | 10,22 | 9,13  | 3,50 | 3,39 | 3,12 | 1,48 | 1 874    |
| Arrabal                           | 67,07 | 13,51 | 8,01  | 4,05 | 2,75 | 3,24 | 1,38 | 1 264    |
| Bajouca                           | 76,70 | 8,01  | 5,22  | 2,80 | 2,61 | 3,45 | 1,21 | 1 101    |
| Bidoeira de Cima                  | 71,08 | 16,86 | 4,49  | 2,03 | 1,92 | 3,09 | 0,53 | 975      |
| Caranguejeira                     | 76,05 | 10,96 | 5,64  | 1,66 | 2,45 | 2,45 | 0,79 | 2 202    |
| Coimbrão                          | 75,17 | 7,83  | 6,61  | 3,78 | 2,16 | 3,10 | 1,35 | 759      |
| Colmeias e Memória                | 70,78 | 13,12 | 6,30  | 2,58 | 2,72 | 3,38 | 1,13 | 1 547    |
| Leiria, Pousos, Barreira e Cortes | 61,14 | 10,63 | 13,94 | 4,42 | 4,53 | 2,66 | 2,67 | 14 876   |
| Maceira                           | 66,24 | 11,99 | 9,97  | 3,55 | 2,56 | 3,04 | 2,63 | 4 024    |
| Marrazes e Barosa                 | 60,02 | 12,93 | 13,67 | 4,41 | 3,67 | 2,77 | 2,53 | 9 579    |
| Milagres                          | 67,69 | 14,61 | 6,71  | 3,40 | 2,45 | 3,64 | 1,50 | 1 307    |
| Monte Real e Carvide              | 66,06 | 11,05 | 10,38 | 4,14 | 2,72 | 3,61 | 2,05 | 2 330    |
| Monte Redondo e Carreira          | 70,35 | 10,70 | 6,21  | 3,90 | 2,45 | 3,85 | 2,54 | 2 262    |
| Parceiros e Azoia                 | 62,10 | 12,83 | 11,61 | 4,63 | 4,06 | 2,42 | 2,36 | 3 425    |
| Regueira de Pontes                | 69,07 | 13,61 | 7,42  | 3,15 | 2,59 | 2,92 | 1,24 | 918      |
| Santa Catarina da Serra e Chainça | 71,97 | 14,23 | 5,46  | 1,69 | 2,84 | 2,79 | 1,02 | 2 425    |
| Santa Eufémia e Boa Vista         | 68,54 | 14,23 | 7,88  | 2,21 | 3,36 | 2,52 | 1,26 | 1 958    |
| Souto da Carpalhosa e Ortigosa    | 72,80 | 10,83 | 6,19  | 2,83 | 2,79 | 3,51 | 1,06 | 2 725    |
| Leiria                            | 65,48 | 11,87 | 10,49 | 3,73 | 3,44 | 2,92 | 2,07 | 55 551   |

### Marinha Grande
| Candidato               | Candidato               | Votos  | %               |
| ----------------------- | ----------------------- | ------ | --------------- |
|                         | Marcelo Rebelo de Sousa | 8 666  | 57,92 / 100,00  |
|                         | Ana Gomes               | 1 865  | 12,47 / 100,00  |
|                         | André Ventura           | 1 551  | 10,37 / 100,00  |
|                         | João Ferreira           | 1 316  | 8,80 / 100,00   |
|                         | Marisa Matias           | 743    | 4,97 / 100,00   |
|                         | Vitorino Silva          | 441    | 2,95 / 100,00   |
|                         | Tiago Mayan Gonçalves   | 379    | 2,53 / 100,00   |
| Votos Inválidos         | Votos Inválidos         | 280    | 1,84 / 100,00   |
| Total                   | Total                   | 15 241 | 100,00 / 100,00 |
| Eleitorado/Participação | Eleitorado/Participação | 34 224 | 44,53 / 100,00  |

| Freguesia        | %     | %     | %     | %    | %    | %    | %    | Votantes |
| Freguesia        | MRS   | AG    | AV    | JF   | MM   | VS   | TMG  | Votantes |
| ---------------- | ----- | ----- | ----- | ---- | ---- | ---- | ---- | -------- |
| Freguesia        |       |       |       |      |      |      |      | Votantes |
| Marinha Grande   | 57,19 | 12,44 | 10,60 | 9,25 | 4,95 | 2,90 | 2,68 | 12 410   |
| Moita            | 61,68 | 11,34 | 9,62  | 9,97 | 3,95 | 2,41 | 1,03 | 590      |
| Vieira de Leiria | 61,02 | 12,93 | 9,24  | 5,97 | 5,33 | 3,37 | 2,14 | 2 241    |
| Marinha Grande   | 57,92 | 12,47 | 10,37 | 8,80 | 4,97 | 2,95 | 2,53 | 15 241   |

### Nazaré
| Candidato               | Candidato               | Votos  | %               |
| ----------------------- | ----------------------- | ------ | --------------- |
|                         | Marcelo Rebelo de Sousa | 2 908  | 58,88 / 100,00  |
|                         | Ana Gomes               | 631    | 12,78 / 100,00  |
|                         | André Ventura           | 541    | 10,95 / 100,00  |
|                         | João Ferreira           | 292    | 5,91 / 100,00   |
|                         | Marisa Matias           | 287    | 5,81 / 100,00   |
|                         | Vitorino Silva          | 154    | 3,12 / 100,00   |
|                         | Tiago Mayan Gonçalves   | 126    | 2,55 / 100,00   |
| Votos Inválidos         | Votos Inválidos         | 98     | 1,94 / 100,00   |
| Total                   | Total                   | 5 037  | 100,00 / 100,00 |
| Eleitorado/Participação | Eleitorado/Participação | 14 234 | 35,39 / 100,00  |

| Freguesia         | %     | %     | %     | %     | %    | %    | %    | Votantes |
| Freguesia         | MRS   | AG    | AV    | JF    | MM   | VS   | TMG  | Votantes |
| ----------------- | ----- | ----- | ----- | ----- | ---- | ---- | ---- | -------- |
| Freguesia         |       |       |       |       |      |      |      | Votantes |
| Famalicão         | 63,46 | 12,66 | 10,26 | 3,04  | 6,09 | 1,92 | 2,56 | 634      |
| Nazaré            | 59,93 | 13,07 | 11,30 | 4,98  | 5,50 | 2,87 | 2,35 | 3 342    |
| Valado dos Frades | 52,83 | 11,91 | 10,28 | 10,57 | 6,63 | 4,61 | 3,17 | 1 061    |
| Nazaré            | 58,88 | 12,78 | 10,95 | 5,91  | 5,81 | 3,12 | 2,55 | 5 037    |

### Óbidos
| Candidato               | Candidato               | Votos  | %               |
| ----------------------- | ----------------------- | ------ | --------------- |
|                         | Marcelo Rebelo de Sousa | 3 111  | 64,05 / 100,00  |
|                         | Ana Gomes               | 558    | 11,49 / 100,00  |
|                         | André Ventura           | 551    | 11,34 / 100,00  |
|                         | João Ferreira           | 198    | 4,08 / 100,00   |
|                         | Marisa Matias           | 176    | 3,62 / 100,00   |
|                         | Vitorino Silva          | 139    | 2,86 / 100,00   |
|                         | Tiago Mayan Gonçalves   | 124    | 2,55 / 100,00   |
| Votos Inválidos         | Votos Inválidos         | 110    | 2,22 / 100,00   |
| Total                   | Total                   | 4 967  | 100,00 / 100,00 |
| Eleitorado/Participação | Eleitorado/Participação | 10 470 | 47,44 / 100,00  |

| Freguesia                                | %     | %     | %     | %    | %    | %    | %    | Votantes |
| Freguesia                                | MRS   | AG    | AV    | JF   | MM   | VS   | TMG  | Votantes |
| ---------------------------------------- | ----- | ----- | ----- | ---- | ---- | ---- | ---- | -------- |
| Freguesia                                |       |       |       |      |      |      |      | Votantes |
| A-dos-Negros                             | 64,94 | 12,76 | 10,18 | 3,55 | 3,88 | 2,75 | 1,94 | 630      |
| Amoreira                                 | 62,22 | 11,67 | 10,28 | 6,39 | 4,17 | 2,22 | 3,06 | 378      |
| Gaeiras                                  | 63,35 | 13,07 | 9,41  | 3,75 | 4,66 | 3,11 | 2,65 | 1 113    |
| Olho Marinho                             | 62,17 | 9,18  | 11,42 | 7,87 | 3,18 | 3,56 | 2,62 | 544      |
| Santa Maria, São Pedro e Sobral da Lagoa | 62,89 | 13,44 | 11,32 | 3,89 | 3,07 | 2,46 | 2,93 | 1 500    |
| Usseira                                  | 66,75 | 6,20  | 16,87 | 0,74 | 4,71 | 3,23 | 1,49 | 411      |
| Vau                                      | 70,60 | 6,04  | 13,91 | 2,62 | 1,31 | 3,15 | 2,36 | 391      |
| Óbidos                                   | 64,05 | 11,49 | 11,34 | 4,08 | 3,62 | 2,86 | 2,55 | 4 967    |

### Pedrógão Grande
| Candidato               | Candidato               | Votos | %               |
| ----------------------- | ----------------------- | ----- | --------------- |
|                         | Marcelo Rebelo de Sousa | 831   | 68,73 / 100,00  |
|                         | André Ventura           | 152   | 12,57 / 100,00  |
|                         | Ana Gomes               | 106   | 8,77 / 100,00   |
|                         | Marisa Matias           | 47    | 3,89 / 100,00   |
|                         | Vitorino Silva          | 31    | 2,56 / 100,00   |
|                         | João Ferreira           | 27    | 2,23 / 100,00   |
|                         | Tiago Mayan Gonçalves   | 15    | 1,24 / 100,00   |
| Votos Inválidos         | Votos Inválidos         | 43    | 3,44 / 100,00   |
| Total                   | Total                   | 1 252 | 100,00 / 100,00 |
| Eleitorado/Participação | Eleitorado/Participação | 3 092 | 40,49 / 100,00  |

| Freguesia       | %     | %     | %     | %    | %    | %    | %    | Votantes |
| Freguesia       | MRS   | AV    | AG    | MM   | VS   | JF   | TMG  | Votantes |
| --------------- | ----- | ----- | ----- | ---- | ---- | ---- | ---- | -------- |
| Freguesia       |       |       |       |      |      |      |      | Votantes |
| Graça           | 70,33 | 13,40 | 3,83  | 5,74 | 3,35 | 1,91 | 1,44 | 215      |
| Pedrógão Grande | 65,91 | 14,21 | 10,06 | 3,52 | 2,14 | 2,64 | 1,51 | 826      |
| Vila Facaia     | 78,05 | 5,37  | 8,78  | 3,41 | 0,98 | 3,41 | 0    | 211      |
| Pedrógão Grande | 68,73 | 12,57 | 8,77  | 3,89 | 2,56 | 2,23 | 1,24 | 1 252    |

### Peniche
| Candidato               | Candidato               | Votos  | %               |
| ----------------------- | ----------------------- | ------ | --------------- |
|                         | Marcelo Rebelo de Sousa | 5 756  | 62,00 / 100,00  |
|                         | André Ventura           | 1 206  | 12,99 / 100,00  |
|                         | Ana Gomes               | 1 012  | 10,90 / 100,00  |
|                         | João Ferreira           | 422    | 4,55 / 100,00   |
|                         | Marisa Matias           | 406    | 4,37 / 100,00   |
|                         | Vitorino Silva          | 278    | 2,99 / 100,00   |
|                         | Tiago Mayan Gonçalves   | 204    | 2,20 / 100,00   |
| Votos Inválidos         | Votos Inválidos         | 212    | 2,23 / 100,00   |
| Total                   | Total                   | 9 496  | 100,00 / 100,00 |
| Eleitorado/Participação | Eleitorado/Participação | 24 293 | 39,09 / 100,00  |

| Freguesia          | %     | %     | %     | %    | %    | %    | %    | Votantes |
| Freguesia          | MRS   | AV    | AG    | JF   | MM   | VS   | TMG  | Votantes |
| ------------------ | ----- | ----- | ----- | ---- | ---- | ---- | ---- | -------- |
| Freguesia          |       |       |       |      |      |      |      | Votantes |
| Atouguia da Baleia | 64,10 | 14,74 | 9,80  | 2,62 | 3,56 | 2,84 | 2,35 | 3 706    |
| Ferrel             | 60,18 | 14,02 | 10,95 | 3,68 | 4,81 | 3,48 | 2,87 | 995      |
| Peniche            | 59,96 | 11,30 | 12,27 | 6,45 | 5,22 | 2,83 | 1,98 | 4 239    |
| Serra d'El-Rei     | 66,79 | 12,36 | 7,75  | 4,43 | 2,58 | 4,43 | 1,66 | 556      |
| Peniche            | 62,00 | 12,99 | 10,40 | 4,55 | 4,37 | 2,99 | 2,20 | 9 496    |

### Pombal
| Candidato               | Candidato               | Votos  | %               |
| ----------------------- | ----------------------- | ------ | --------------- |
|                         | Marcelo Rebelo de Sousa | 12 377 | 66,10 / 100,00  |
|                         | André Ventura           | 2 366  | 12,64 / 100,00  |
|                         | Ana Gomes               | 1 656  | 8,84 / 100,00   |
|                         | Vitorino Silva          | 708    | 3,78 / 100,00   |
|                         | Marisa Matias           | 704    | 3,76 / 100,00   |
|                         | Tiago Mayan Gonçalves   | 478    | 2,55 / 100,00   |
|                         | João Ferreira           | 436    | 2,33 / 100,00   |
| Votos Inválidos         | Votos Inválidos         | 478    | 2,49 / 100,00   |
| Total                   | Total                   | 19 203 | 100,00 / 100,00 |
| Eleitorado/Participação | Eleitorado/Participação | 49 286 | 38,96 / 100,00  |

| Freguesia                                          | %     | %     | %     | %    | %    | %    | %    | Votantes |
| Freguesia                                          | MRS   | AV    | AG    | VS   | MM   | TMG  | JF   | Votantes |
| -------------------------------------------------- | ----- | ----- | ----- | ---- | ---- | ---- | ---- | -------- |
| Freguesia                                          |       |       |       |      |      |      |      | Votantes |
| Abiul                                              | 68,30 | 15,92 | 5,44  | 4,49 | 2,59 | 1,63 | 1,63 | 746      |
| Almagreira                                         | 71,57 | 11,53 | 7,06  | 4,17 | 2,39 | 2,58 | 0,70 | 1 036    |
| Carnide                                            | 69,14 | 14,85 | 4,29  | 5,12 | 3,14 | 1,49 | 1,98 | 635      |
| Carriço                                            | 72,38 | 12,85 | 5,88  | 4,20 | 2,60 | 1,09 | 1,01 | 1 221    |
| Guia, Ilha e Mata Mourisca                         | 71,70 | 12,07 | 6,91  | 3,24 | 2,84 | 1,92 | 1,31 | 2 339    |
| Louriçal                                           | 71,50 | 8,74  | 7,97  | 3,11 | 4,40 | 2,14 | 2,14 | 1 585    |
| Meirinhas                                          | 60,05 | 20,89 | 5,12  | 3,55 | 1,71 | 4,60 | 4,07 | 786      |
| Pelariga                                           | 65,96 | 12,06 | 9,22  | 3,97 | 4,68 | 2,98 | 1,13 | 718      |
| Pombal                                             | 59,68 | 12,60 | 12,90 | 3,74 | 4,50 | 3,37 | 3,22 | 6 113    |
| Redinha                                            | 72,48 | 9,94  | 7,64  | 4,32 | 3,46 | 0,72 | 1,44 | 708      |
| Santiago e S. Simão de Litém e Albergaria dos Doze | 67,99 | 11,63 | 8,33  | 3,42 | 4,50 | 2,04 | 2,10 | 1 704    |
| Vermoil                                            | 63,92 | 13,19 | 7,33  | 4,30 | 4,21 | 3,02 | 4,03 | 1 125    |
| Vila Cã                                            | 66,53 | 16,21 | 4,84  | 3,79 | 4,00 | 2,53 | 2,11 | 487      |
| Pombal                                             | 66,10 | 12,64 | 8,84  | 3,78 | 3,76 | 2,55 | 2,33 | 19 203   |

### Porto de Mós
| Candidato               | Candidato               | Votos  | %               |
| ----------------------- | ----------------------- | ------ | --------------- |
|                         | Marcelo Rebelo de Sousa | 5 778  | 62,76 / 100,00  |
|                         | André Ventura           | 1 426  | 15,49 / 100,00  |
|                         | Ana Gomes               | 870    | 9,45 / 100,00   |
|                         | Marisa Matias           | 333    | 3,62 / 100,00   |
|                         | Vitorino Silva          | 310    | 3,37 / 100,00   |
|                         | Tiago Mayan Gonçalves   | 270    | 2,93 / 100,00   |
|                         | João Ferreira           | 220    | 2,39 / 100,00   |
| Votos Inválidos         | Votos Inválidos         | 233    | 2,47 / 100,00   |
| Total                   | Total                   | 9 440  | 100,00 / 100,00 |
| Eleitorado/Participação | Eleitorado/Participação | 20 790 | 45,41 / 100,00  |

| Freguesia          | %     | %     | %     | %    | %    | %    | %    | Votantes |
| Freguesia          | MRS   | AV    | AG    | MM   | VS   | TMG  | JF   | Votantes |
| ------------------ | ----- | ----- | ----- | ---- | ---- | ---- | ---- | -------- |
| Freguesia          |       |       |       |      |      |      |      | Votantes |
| Alqueidão da Serra | 61,01 | 9,40  | 14,03 | 3,93 | 4,77 | 3,23 | 3,65 | 733      |
| Alvados e Alcaria  | 67,80 | 12,71 | 8,19  | 2,54 | 3,67 | 3,11 | 1,98 | 361      |
| Arrimal e Mendiga  | 65,39 | 14,23 | 5,61  | 2,87 | 7,25 | 2,60 | 2,05 | 756      |
| Calvaria de Cima   | 63,67 | 15,89 | 8,16  | 4,34 | 2,22 | 3,07 | 2,65 | 969      |
| Juncal             | 65,08 | 14,22 | 9,69  | 3,98 | 2,58 | 2,34 | 2,11 | 1 313    |
| Mira de Aire       | 62,32 | 15,44 | 8,54  | 4,11 | 2,79 | 3,53 | 3,28 | 1 254    |
| Pedreiras          | 64,68 | 15,59 | 9,43  | 3,18 | 2,98 | 2,69 | 1,44 | 1 062    |
| Porto de Mós       | 60,67 | 16,27 | 11,42 | 3,53 | 2,73 | 3,13 | 2,25 | 2 313    |
| São Bento          | 60,45 | 24,12 | 3,86  | 2,89 | 3,54 | 1,93 | 3,22 | 318      |
| Serro Ventoso      | 56,16 | 24,07 | 7,45  | 3,15 | 5,16 | 2,87 | 1,15 | 361      |
| Porto de Mós       | 62,76 | 15,49 | 9,45  | 3,62 | 3,37 | 2,93 | 2,39 | 9 440    |